# Virágh András Gábor
Virágh András Gábor (Budapest, 1984. szeptember 25. –) Erkel Ferenc-díjas zeneszerző, orgonaművész.

## Életútja
2010 májusa óta a budapesti Szent István-bazilika orgonaművésze, a Liszt Ferenc Zeneművészeti Egyetem (2014-) és a Debreceni Egyetem Zeneművészeti Kar oktatója (2010-2014), ahol zeneszerzés alapjai c. tantárgyat, szolfézs-zeneelméletet, formatan és analízist, illetve hangszerelést tanít. 2013-2016-ig a Liszt Ferenc Zeneművészeti Egyetem zeneszerzés DLA programjának hallgatója volt.
Első tanárai Virágh Endre, Virágh András (orgona) és Koloss István (zeneszerzés) voltak. 1998-tól 2010-ig a Budapesti Belvárosi Nagyboldogasszony Főplébániatemplom orgonistája és korrepetitora volt. 1999-ben felvételt nyert a Budapesti Bartók Béla Zeneművészeti Szakközépiskola és Gimnáziumba, ahol orgonatanára Elekes Zsuzsa, zeneszerzés tanára Fekete Győr István volt.
A 2003-2004-es tanévben a Bécsi Zeneakadémia orgona szakos hallgatója volt Peter Planyavskynál, a Bécsi Stephansdom akkori orgonistájánál. 2004-től 2009-ig a Debreceni Egyetem Konzervatóriumának orgona szakos hallgatója volt dr. Karasszon Dezsőnél, dr. Kovács Szilárdnál és dr. Jakab Hedvignél, valamint 2005 és 2009 között a Berkesi Sándor által vezetett Kollégiumi Kántus korrepetitora és orgonistája volt. Orgonaművész-, tanári diplomáját kitüntetéssel szerezte meg. 2013-ban a Budapesti Liszt Ferenc Zeneművészeti Egyetem zeneszerzés szakán diplomázott Fekete Gyula osztályában.
Eddigi szakmai tevékenységét két hazai orgona-, valamint három hazai, ill. három nemzetközi zeneszerzés versenygyőzelem fémjelzi, amelyek közül kiemelkedik a 2006-ban, Los Angelesben kiírt nemzetközi zeneszerző pályázaton elért I. helyezése, ahol a zsűri további díjakat nem adott ki, a 2008-ban, Nagyváradon kiírt zeneszerző pályázaton elért I. helyezése, valamint az Ausztriában minden évben megrendezésre kerülő ISA (International Sommer Akademie) 2012-es nemzetközi zeneszerzés versenyen elért első helyezése, ahol a zsűri szintén nem adott ki további díjakat.
2017-ben kiemelkedő zeneszerzői tevékenységéért a Magyar Köztársaság Erkel Ferenc Díjjal tüntette ki.
Virágh András Gábor kompozícióit 2014 óta a németországi Ostinato Musikverlag, a norvégiai Norsk Musikforlag, Kontrapunkt Kiadó (Budapest) és az EMB (Editio Musica Budapest) jelenteti meg.
Előadóként Magyarország mellett Ausztriában, Csehországban, Franciaországban, Hollandiában, Németországban, Romániában, Svájcban, Szerbia-Montenegróban, Szlovákiában, Izraelben, az Egyesült Királyságban és az Egyesült Államokban lépett fel. Zeneszerzőként számos hazai, és külföldi hangversenyen, ill. fesztiválon hangzottak el művei.

## Díjai és kitüntetései
- 2022 Bartók Béla–Pásztory Ditta-díj
- 2020 Artisjus-díj[2]
- 2017 Istvánffy Benedek zeneszerzői díj
- 2017 Erkel Ferenc-díj
- 2017 Kodály Zoltán alkotói ösztöndíj
- 2015 Istvánffy Benedek zeneszerzői díj
- 2013 Magyar Művészeti Akadémia zeneszerzői díja
- 2013 Aurora Musis Amica alapítvány zeneszerzői díja
- 2012 Nemzetközi zeneszerző verseny, Mürzzuschlag (Ausztria), I. díj (a zsűri II. és III. díjat nem adott ki)
- 2011 Junior Prima díj
- 2011 Liszt Ferenc Zeneművészeti Egyetem zeneszerző Versenye, Budapest, II. díj
- 2011 Magyar Zeneművészeti Társaság különdíja
- 2010 Fischer Annia előadóművészi ösztöndíj
- 2010 Liszt Ferenc Zeneművészeti Egyetem Zeneszerző Versenye, Budapest, I. díj
- 2010 Magyar Zeneművészeti Társaság és a Bartók Béla Emlékház különdíja
- 2009 művészeti ösztöndíj, Debrecen
- 2009 tudományegyetemi karok kiváló hallgatója kitüntetés, Debrecen
- 2008 Liszt Ferenc Zeneművészeti Egyetem zeneszerzés versenye, Budapest, I. díj
- 2008 a Magyar Zeneművészeti Társaság különdíja
- 2008 művészeti ösztöndíj, Debrecen
- 2008 Nemzetközi zeneszerző pályázat, Nagyvárad (Románia), I. díj (a zsűri III. díjat nem adott ki)
- 2007 Magyar Köztársaság ösztöndíja
- 2006 Színház- és filmművészeti Egyetem dalversenye, Budapest, legjobb kortárs mű díj
- 2006 nemzetközi zeneszerző pályázat, Los Angeles (USA), I. díj (a zsűri II. és III. díjat nem adott ki)
- 2004 országos orgonaverseny, Szeged, I. DÍJ
- 2003 első Kodály Zoltán országos orgonaverseny, Budapest, II. díj, valamint saját orgonaszvitjének előadásáért előadói díj
- 2002 első Bartók Béla emlékére megrendezett országos szakközépiskolai zeneszerzés verseny, Budapest, különdíj